# Alexander Iljitsch Bibikow

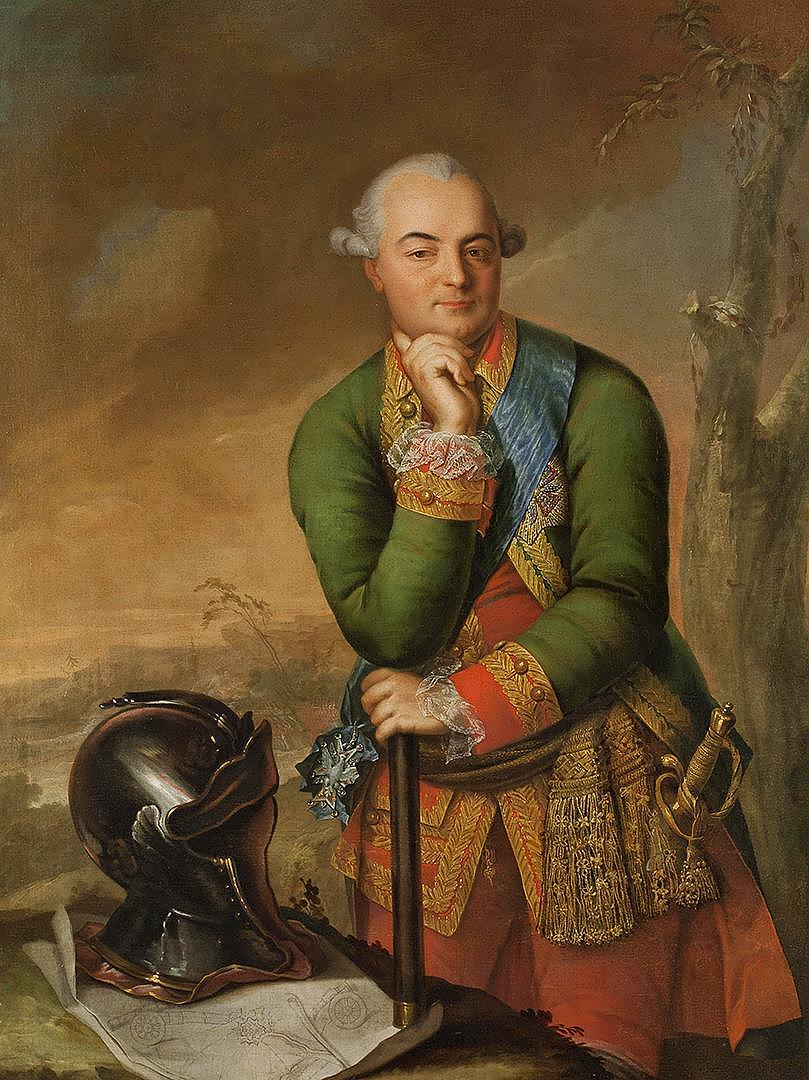
Alexander Iljitsch Bibikow

Alexander Iljitsch Bibikow (russisch Александр Ильич Бибиков; * 30. Maijul. / 10. Juni 1729greg. in Moskau; † 9. Apriljul. / 20. April 1774greg. in Bugulma) war ein russischer Staatsmann und Generalleutnant der Kaiserlich Russischen Armee unter Zarin Katharina II., Senator und Oberbefehlshaber der Truppen im Kampf gegen die polnische Konföderation und bei der Niederschlagung des Pugatschow-Aufstands.

## Leben

### Herkunft und Familie
Geboren als Sohn des Generalleutnant der russischen Ingenieurstruppen Ilja Alexandrowitsch Bibikow (1698–1784) aus dessen Ehe mit einer Frau aus dem Hause Pisarew. Seine ältere Schwester Agrafena Ilinichna heiratete Generalleutnant Iwan Matwejewitsch Tolstoi (1746–1808), die jüngere Eudokia Iljinichna (1743–1807), heiratete den späteren Admiral Iwan Loginowitsch Golenitschew-Kutusow (1729–1802). Nachdem seine Mutter gestorben war und sein Vater die zweite Ehe mit Varvara Schishkow (1719–1773), Witwe von L. Larinow eingegangen war, wurde Alexander Iljitsch in die Obhut von Verwandten und Schwestern des Zachatiewski-Klosters von Moskau gebracht. Eine jüngere Halbschwester Schwester Ekaterina Iljinichna Bibikowa (1754–1824) heiratete im April 1778 den Oberstleutnant Kutusow, den späteren Feldmarschall.
Aus seiner Ehe mit Prinzessin Anastasia Semenovna Koslowskaja (* 6. Dezember 1729; † 4. Mai 1800), Tochter des Prinzen Semjon Borisowitsch Koslowski stammen folgende Kinder:
- Agrafena Alexandrowna (1755–1812), später Trauzeugin von Katharina II.
- Pawel Alexandrowitsch (1764–1784), später Flügeladjutant.
- Alexander Alexandrowitsch (1765–1822) Geheimrat und Kammerherr.
- Ilja Alexandrowitsch (1767–?)

### Militärkarriere und Staatsdienst
Im Alter von fünfzehn Jahren wurde er im Ingenieur-Kadettenkorps eingeschrieben. 1744 trat er als Fähnrich in das Regiment des Prinzen von Hessen-Homburg ein und diente in Sankt Petersburg. 1749 wurde er dem Geniekorps des General Ljuberas zugewiesen um die Struktur des Kronstädter Kanals zu organisieren Er übersetzte daneben mehrere aktuelle französische Fachartikel über das Ingenieurwesen, wurde dann zur Artillerie versetzt und 1751 zum Leutnant befördert. 1753 führte ihn eine Geschäftsreise an den Hof nach Dresden, um dort die Verbesserungen der sächsischen Artillerie zu erkunden. 1756 nahm er als Oberstleutnant am Siebenjährigen Krieg in Ostpreußen teil und befehligte dabei das 3. Grenadier-Regiment. Nach der Teilnahme an der Schlacht von Zorndorf wurde er zum Oberst befördert. 1759 wurde er während Kämpfe um Frankfurt an der Oder verwundet. Während der Belagerung von Kolberg fielen am 31. August 1761 von Bibikows Truppen 800 Soldaten samt Tross in preußische Gefangenschaft. Während des Krieges freundete sich Bibikow mit Oberst Michelson, der 1774 als sein Chefassistent fungierte, sowie mit den Panin-Brüdern (Nikita Iwanowitsch und Peter Iwanowitsch) an.
Am Ende des Siebenjährigen Krieges wurde Bibikow zum Generalmajor befördert und zum Führer des Infanterie-Regiments von Tschernigow ernannt. Im Dienst der neuen Zarin Katharina II. führte er 1763 eine diplomatische Reise nach Cholmogory um Verhandlungen mit Prinz Anton Ulrich von Braunschweig zu führen, er sollte ein Angebot der Zarin zum Exil unterbreiten. Im Wesentlichen sollte Bibikow die Stimmung der Anhänger Peter III. erforschen. Seine allzu enthusiastische Rezension für die älteste Tochter des Prinzen brachte ihm aber das Missfallen der Zarin ein und er wurde bis Herbst 1763 zum Dienst nach Rjasan geschickt. Im Auftrag der Zarin beruhigte er 1764 die Bauernaufstände in den Provinzen Kasan und Simbirsk.
Im folgenden Jahr 1765 überprüfte er die südliche und südwestlichen Grenze Russlands, wo Unruhen wegen der Wahl von Stanislaus II. August Poniatowski zum König von Polen zu erwarten waren. Bei der Ausführung dieser Aufgabe überprüfte er die Grenze am Sinjucha-Fluss und begab sich dann nach Smolensk, wo er sich mit dem General Weymarn vereinigte. Im Jahr 1767 wurde Bibikow zum Marschall (Vorsitzender) einer Kommission ernannt, die einen neuen Gesetzes-Kodex ausarbeiten sollte. Den Abgeordneten der Kommission wurde das Recht eingeräumt, drei Kandidaten für die Position des Marschalls einzuberufen, und die Wahl und Genehmigung dieser Position hing von der Kaiserin ab. Das Recht einen Kandidaten zu ernennen ging eigentlich vom Generalstaatsanwalt aus, aber Bibikow wurde von der Kaiserin im Amt bestätigt. Seine Tätigkeit in der Kommission ließ den Schluss zu, dass er die neue Pflicht zunächst etwas passiv behandelte, aber bald nahm er an den Sitzungen aktiver teil. Von 1769 bis 1771 erneuerte er den Grenzschutz gegenüber Finnland, um im Fall eines Krieges mit Schweden effektiv vorgehen zu können. 1771 führte Bibikow die Verhandlungen mit Prinz Heinrich von Preußen, um die Aufteilung Polens zu besprechen. Am 20. Juni desselben Jahres erhielt er den Befehl, General Weymarn in Polen zu ersetzen, dessen bisherige Maßnahmen nicht die Zustimmung der Zarin hatte. Gleichzeitig erhielt er den Rang eines Generalleutnants und wurde 1772 mit dem Orden des Heiligen Alexander Newski ausgezeichnet.

### Kampf gegen Pugatschow
Im Jahr 1773 erhielt er den Befehl, mit mehreren Regimenter aus Polen an die Donau-Front abzurücken, um die Truppen unter General Rumjanzow zu verstärken. Der Befehl wurde abgeändert, nachdem die Zarin Bibikow zur Niederschlagung der Revolte der Kosaken unter Pugatschow bestimmt hatte. Am 29. November 1773 wurde er zum Nachfolger des erfolglosen Generalmajor Kar ernannt. Zu den Personen, die den neuen Oberbefehlshaber begleiteten, gehörte der Dichter G. R. Derschawin, damals Leutnant im Preobraschenski-Regiment der Leibgarde. Bibikow gab ein vorgefertigtes gedrucktes Manifest heraus, das an die aufständische Bevölkerung verteilt wurde, in dem Unterwerfung gefordert wurde und bei freiwilligen Übertritt Nachsicht durch die Zarin zugesichert wurde. Dieses Manifest war ungeschickt abgefasst, verfehlte seine Wirkung bei der Landbevölkerung und bewog Bibikow militärisch entschlossen vorzugehen.
Unmittelbar nach seiner Ankunft in Kasan am 26. Dezember empörte er sich über den Vorschlag des lokalen Gouverneurs von Brandt, nur die Provinz Kasan verteidigen zu wollen, und die Region Orenburg den Aufständischen zu überlassen. Generalmajor Larionow, ein Verwandter von Bibikow, übernahm darauf das Kommando des Kasaner Korps. Bibikow hatte für eine Offensive zu wenig Truppen und musste zunächst den Geist der treuen einheimischen Bevölkerung stärken und versuchte gleichzeitig den lokalen Adel zu gewinnen. Nachdem die Rebellion in Samara zerschlagen und das Dorf Alexejwskoje Ende Dezember eingenommen war, befahl er Generalmajor Mansurow entlang des Samara-Flusses vorzurücken um die Vereinigung mit dem Korps des General Freyman herzustellen, der sich in Raum Bugulma hielt. Beide sollten nach Orenburg vorrücken, dessen direkte Freikämpfung dem Korps des Prinzen Golitzyn anvertraut wurde. Zur gleichen Zeit sollten die Truppen des Majors Kordischewski und jene seines Verwandten Oberst Juri Bibikow von Baschkirien aus tätig werden. Die erste Abteilung sollte die Bewegung entlang des Flusses Kama zum Wjatka ausführen, die zweite Abteilung hatte an der Straße zwischen Kasan und Bugulma vorzurücken. Bis März 1794 eroberten die vereinigten Streitkräfte unter Golitzyn, Juri Bibikow, Freyman und Mansurow die Festung Tatischtschew, und am 24. März hob Oberst Michelson, der den erfolglosen General Larionow nachgefolgt war, die Blockade von Ufa auf. Ebenso wurden die Städte Tscheljabinsk, Jekaterinburg und Kungur befreit. Die Niederlage der Pugatschow-Truppen brachte den Entsatz von Orenburg. Pugatschow entkam nach Baschkortostan und führte den Aufstand weiter. Bibikow erlebte die endgültigen Ergebnisse seiner Aktivitäten nicht mehr, er verstarb am 9. April 1774 in Bugulma an der Cholera. Nach einer anderen inoffiziellen Version, war er von einem Agenten der polnischen Konföderation vergiftet worden. Nach dem Tod von Bibikow bot der kasanische Adel an, ihn in Kasan zu begraben und ihm ein Denkmal zu errichten. Auf Ersuchen seiner Witwe wurden seine Überreste eingeäschert und die Asche zum heimatlichen Gut Kostroma in Borschewka überführt und in der Kirche von Bogorodskoje im Distrikt Kineschma (heute Strelka im Distrikt Iwanowo) beigesetzt.